# Арина Родионовна
Ари́на Родио́новна (10 [21] апреля 1758, Суйда, Санкт-Петербургская губерния — 31 июля [12 августа] 1828, Санкт-Петербург) — крепостная, принадлежавшая семье Ганнибалов, няня Александра Пушкина, кормилица его старшей сестры Ольги. Пушкин на всю жизнь сохранил к ней трогательное, любящее отношение, посвятил ей стихотворения («Няне», «Зимний вечер»), многократно упоминал в письмах.

## Полное имя
После публикации в 1940 году А. И. Ульянским архивных документов об Арине Родионовне во второй половине XX века в пушкинистической литературе отдельные авторы стали наделять Арину Родионовну фамилией Матвеева или Яковлева. На это другой пушкиновед высказалась так: «Появление в современной литературе о няне А. С. Пушкина фамилии Яковлева, будто бы ей принадлежавшей, ничем не обосновано. Как крепостная крестьянка, няня фамилии не имела. В документах (ревизские сказки, исповедные росписи, метрические церковные книги) она названа по отцу — Родионовой. Никто из современников поэта Яковлевой её не называл». Однако эта информация многими не была принята к сведению. Например, М. Д. Филин в своей книге о няне поэта, вышедшей в серии «Жизнь замечательных людей» в 2008 году, продолжает именовать её Яковлевой, а после замужества — Матвеевой.
В метрической записи о рождении няни указано, что у крестьянина Родиона Яковлева родилась дочь Ирина. Согласно записи о её браке венчаны крестьянский сын Фёдор Матвеев и крестьянская дочь Иринья Родионова. Авторы, присваивающие ей фамилии, упускают, что именная формула крепостных крестьян до середины XIX века была обычно двучленной и состояла из личного имени и патронима в форме притяжательного прилагательного с суффиксом -ов[а], -ев[а] (-лев[а]) или -ин[а], к которому иногда добавлялось слово «сын» или «дочь». Суффиксы -ович, -овна, -евич (-левич), -евна (-левна) в отчествах крестьян в официальных документах не использовались до 1917 года.
При этом не выявлено каких-либо свидетельств того, что Яковлев и Матвеев — фамилии, а не отчества, соответственно, отца и мужа Арины Родионовны. Кроме того, в пункте 7 ревизской сказки села Михайловского за 1816 год приведена семья овдовевшей няни поэта (идентифицирована А. И. Ульянским; ср. состав семьи двора 66). В ней сын Ирины Родионовой и Фёдора Матвеева, став главой семьи, именуется как Егор Фёдоров, а не Матвеев.

## Биография

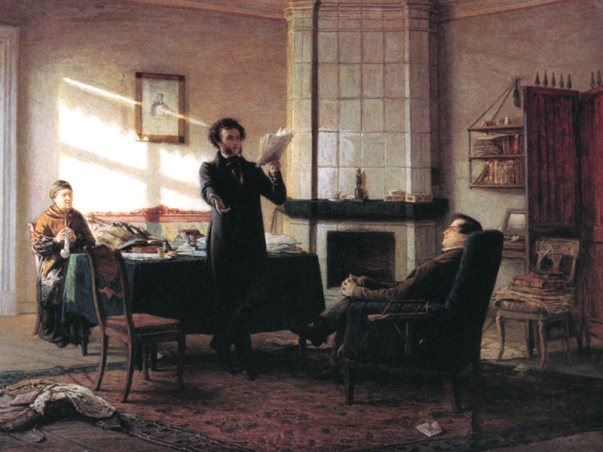
Картина Николая Ге «А. С. Пушкин в селе Михайловском»

Родилась 10 (21) апреля 1758 года по одним данным в деревне Лампово, по другим в селе Суйда (совр. Воскресенское) Копорского уезда Санкт-Петербургской губернии. Мать её, Лукерья Кириллова, и отец, Родион Яковлев (1728—1768), были крепостными крестьянами и имели семерых детей.
Ребёнком она числилась крепостной подпоручика лейб-гвардии Семёновского полка графа Фёдора Алексеевича Апраксина (1733—1789). В 1759 году Суйду и прилегающие деревни с людьми купил у Апраксина Абрам Петрович Ганнибал, прадед Александра Сергеевича Пушкина. В 1781 году Арина вышла замуж за крестьянина Фёдора Матвеева (1756—1801), и ей разрешили переехать к мужу в село Кобрино Софийского уезда (недалеко от Гатчины). После замужества стала крепостной деда поэта, Осипа Абрамовича Ганнибала.
Она была няней вначале Надежды Осиповны, матери Александра Сергеевича, а затем стала няней её детей: Ольги, затем Александра и Льва.
В 1792 году она была взята бабкой Пушкина Марией Алексеевной Ганнибал в качестве няни для племянника Алексея, сына брата Михаила. В 1795 году Мария Алексеевна подарила Арине Родионовне за безупречную службу отдельную избу в Кобрино. После рождения Ольги в 1797 году Арина Родионовна была взята в семью Пушкиных, где служила няней наряду с Ульяной Яковлевной.
В 1807 году семейство Ганнибалов продало вместе с крестьянами земли в Петербургской губернии и переселилось в Опочецкий уезд Псковской губернии. Арина Родионовна была «прикреплена» к хозяевам, а не к земле, поэтому была «исключена из продажи» и переехала с хозяевами в Псковскую губернию. В 1824—1826 годах, во время ссылки поэта, она жила в Михайловском. Этой крепостной крестьянке, старушке, посвятил свои стихи не только Пушкин, но и Языков. Ей в письмах к поэту передавали приветы друзья Пушкина.
После смерти Марии Алексеевны в 1818 году проживала у Пушкиных в Петербурге, на лето вместе с ними переезжая в усадьбу Михайловское Опочецкого уезда Псковской губернии. В 1824—1826 годах Арина Родионовна фактически разделила ссылку Пушкина в Михайловском. В ту пору Пушкин особенно сблизился с няней, слушал её сказки, записывал с её слов народные песни. По признанию поэта, Арина Родионовна была «оригиналом няни Татьяны» из «Евгения Онегина», няни Дубровского. Принято считать, что Арина также является прототипом мамки Ксении в «Борисе Годунове», княгининой мамки («Русалка»), женских образов романа «Арап Петра Великого».

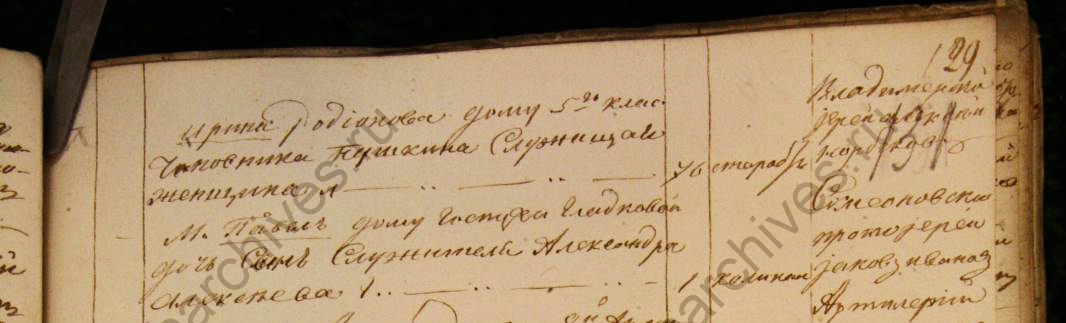
Запись в книге Смоленско-кладбищенской церкви

Арина Родионовна была в переписке с Пушкиным; в его архиве сохранилось несколько её писем, написанных под диктовку.
Пушкин последний раз видел няню в Михайловском 14 сентября 1827 года, за почти 11 месяцев до её смерти. Арина Родионовна — «добрая подружка бедной юности моей» — скончалась 70 лет от роду после недолгой болезни 31 июля (12 августа по новому стилю) 1828 года в Петербурге, в доме Ольги Пушкиной (в замужестве Павлищевой) и похоронена на Смоленском кладбище города Санкт-Петербурга. В ведомости об умерших и погребённых на Смоленском кладбище с 1828 года по июль 1829 года за 31 июля 1828 года сделана запись: «Ирина Родионова дому 5-го класса чиновника Пушкина служащая женщина…». Данные о точном расположении могилы были утрачены; в 1977 году при входе на кладбище была установлена памятная доска. В начале 2000-х годов некрополист Геннадий Пирожков высказал предположение о принадлежности Арине Родионовне одной из безымянных могил, расположенной рядом с часовней Ксении Блаженной. В 2024 году, по словам некрополиста Вячеслава Савицкого, более 30 лет изучающего историю Смоленского кладбища, в архивах удалось найти дагеротипный снимок могилы Арины Родионовны, сделанный Яковом Штейнбергом, подтверждающий догадку Пирожкова, а исчезновение существовавшей медной таблички на могиле можно объяснить кражей, совершëнной в 1990-е годы.

## Память
- В 1911 году на острове Капри кто-то из русских, живших на острове, передал Максиму Горькому рельефный портрет няни Пушкина, вырезанный на кости. До 1891 года этот портрет находился в Пскове, а затем как-то попал в Италию. Горький передал его в Пушкинский дом.
- В 1974 году в доме Арины Родионовны в селе Кобрино открыт музей «Домик няни А. С. Пушкина».
- Памятники Арине Родионовне установлены в Пскове, в Болдине, в Калужской области, в селе Воскресенское (Гатчинский район Ленинградской области).
- В 1977 году кинорежиссёр Владимир Грамматиков снял музыкальную комедию «Усатый нянь», повествующую о шалопае, которого заставили работать «ночной няней» в детском саду. В этом фильме появилась няня по имени Арина Родионовна, роль которой исполнила актриса Елизавета Уварова.
- 27 августа 1988 года в честь Арины Родионовны назван астероид (3523) Арина, открытый в 1975 году советским астрономом Л. И. Черных.
- В 2000 году режиссёр Сергей Серёгин создал мультфильм «Лукоморье. Няня», где главные герои — А. С. Пушкин и Арина Родионовна.
- В 2010 году в селе Воскресенское Гатчинского района российский юморист Михаил Задорнов представил общественности бронзовый памятник Арине Родионовне, выполненный скульптором Валерием Шевченко. Задорнов выступил инициатором проекта, монумент был установлен за счёт его фонда[26][27][28][29][30].
- В Санкт-Петербурге установлены мемориальные доски:
  - При Главном входе на Смоленское православное кладбище по адресу Камская улица, 24, доска из мрамора, 1976 год, архитектор В. А. Комленко, авторы В. Н. Королёв и М. А. Курушин[31];
  - На доме № 25 по улице Марата, в котором няня жила и в 1828 году скончалась; доска из гранита и бронзы, 1991 год, скульптор Р. М. Цыганов[32].

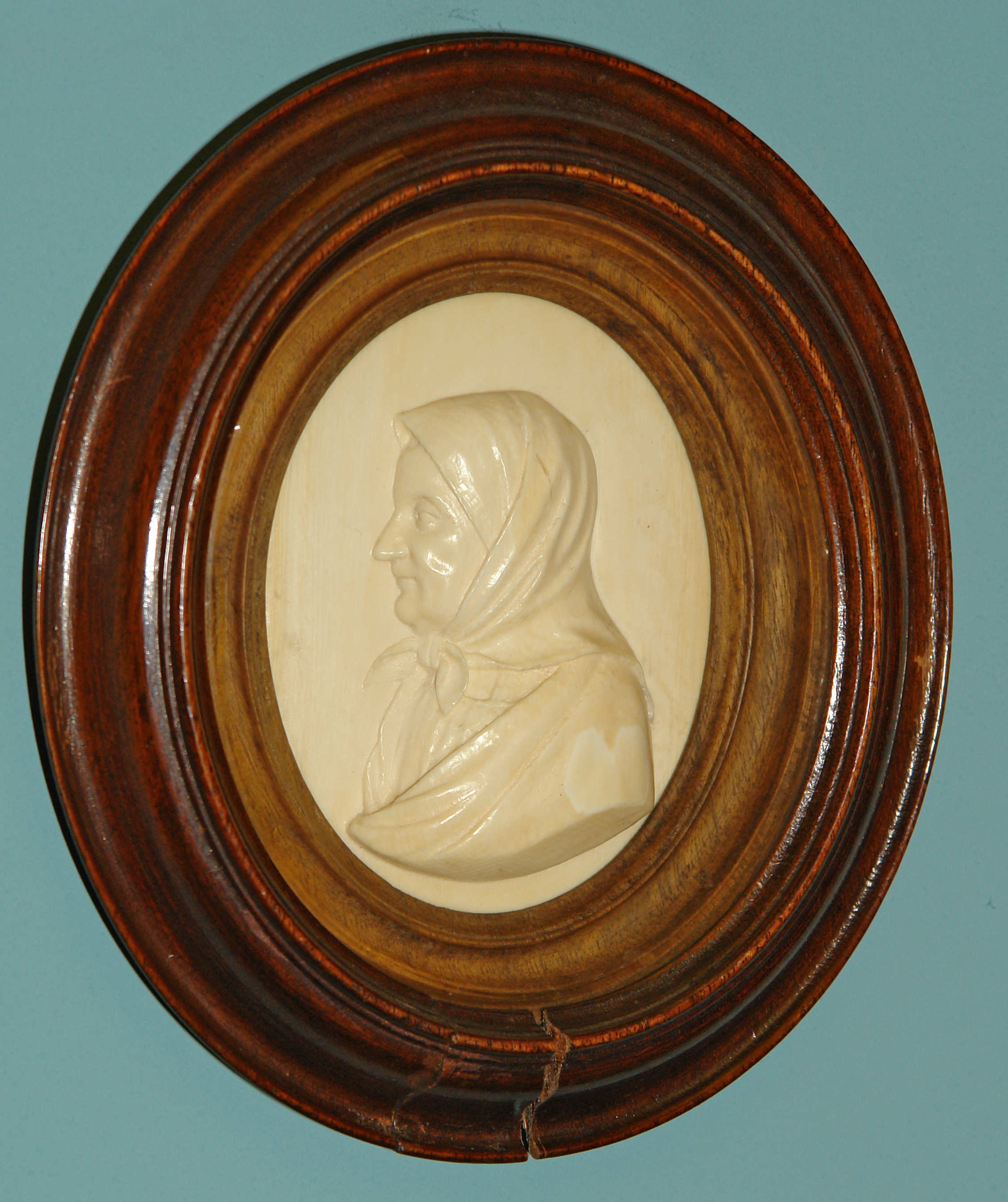
Барельеф Арины Родионовны (Я. П. Серяков, 1840-е); Центральный музей А. С. Пушкина, Санкт-Петербург
Памятник в Воскресенском
Памятник в Большом Болдине

## Стихотворения
***
Наперсница волшебной старины,

Друг вымыслов игривых и печальных,

Тебя я знал во дни моей весны,

Во дни утех и снов первоначальных.

Я ждал тебя; в вечерней тишине

Являлась ты весёлою старушкой,

И надо мной сидела в шушуне,

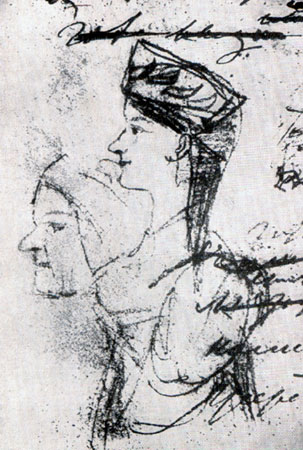
Рисунок А. С. Пушкина, предположительно изображающий Арину Родионовну в молодости и в старости (1828)

В больших очках и с резвою гремушкой.

Ты, детскую качая колыбель,

Мой юный слух напевами пленила

И меж пелен оставила свирель,

Которую сама заворожила.

Младенчество прошло, как лёгкой сон.

Ты отрока беспечного любила,

Средь важных Муз тебя лишь помнил он,

И ты его тихонько посетила;

Но тот ли был твой образ, твой убор?

Как мило ты, как быстро изменилась!

Каким огнём улыбка оживилась!

Каким огнём блеснул приветный взор!

Покров, клубясь волною непослушной,

Чуть осенял твой стан полувоздушный;

Вся в локонах, обвитая венком,

Прелестницы глава благоухала;

Грудь белая под жёлтым жемчугом

Румянилась и тихо трепетала…
— 1822

Няне
Подруга дней моих суровых,

Голубка дряхлая моя!

Одна в глуши лесов сосновых

Давно, давно ты ждёшь меня.

Ты под окном своей светлицы

Горюешь, будто на часах,

И медлят поминутно спицы

В твоих наморщенных руках.

Глядишь в забытые вороты

На чёрный отдалённый путь;

Тоска, предчувствия, заботы

Теснят твою всечасно грудь.

То чудится тебе…
— 1826, незавершённое. Впервые опубликовано в 1855

Зимний вечер
Буря мглою небо кроет,

Вихри снежные крутя;

То, как зверь, она завоет,

То заплачет, как дитя,

То по кровле обветшалой

Вдруг соломой зашумит,

То, как путник запоздалый,

К нам в окошко застучит.

Наша ветхая лачужка

И печальна и темна.

Что же ты, моя старушка,

Приумолкла у окна?

Или бури завываньем

Ты, мой друг, утомлена,

Или дремлешь под жужжаньем

Своего веретена?

Выпьем, добрая подружка

Бедной юности моей,

Выпьем с горя; где же кружка?

Сердцу будет веселей.

Спой мне песню, как синица

Тихо за морем жила;

Спой мне песню, как девица

За водой поутру шла.

Буря мглою небо кроет,

Вихри снежные крутя;

То, как зверь, она завоет,

То заплачет, как дитя.

Выпьем, добрая подружка

Бедной юности моей,

Выпьем с горя; где же кружка?

Сердцу будет веселей.
— Картина жизни Пушкина в ссылке в Михайловском, 1825